# Pinheiro da Bemposta
Pour les articles homonymes, voir Pinheiro.
Pinheiro da Bemposta est une ancienne paroisse civile portugaise (en portugais : freguesia) de la municipalité d'Oliveira de Azeméis dans le district d'Aveiro.
La loi no 11-A/2013 du 28 janvier 2013, portant réorganisation administrative du territoire des freguesias, fusionne Pinheiro da Bemposta avec les paroisses voisines de Travanca et Palmaz pour former l’União das freguesias de Pinheiro da Bemposta, Travanca e Palmaz (dont le siège est à Pinheiro da Bemposta).